# 케이맨 제도의 코로나19 범유행
다음은 케이맨 제도의 코로나19 범유행에 대한 글이다.

## 연혁
2월 26일 멕시코는 몰타에 등록되어 있는 코로나바이러스에 감염된 것으로 추정되는 승객을 태운 유람선을 코즈멜에 정박할 수 있도록 허가하였다. 이 유람선은 이전에 자메이카와 케이맨 제도에 정박 허가를 요청했으나 거부를 당했다.여기서 코로나바이러스 확진자는 나오지 않았으며, 독감 환자만 두 명이 있었다.
3월 12일, 케이맨 제도의 첫 코로나바이러스 확진자가 나왔다. 68세 남성이었으며, 2일 후인 3월 14일 사망한다.

## 같이 보기
- 북아메리카의 코로나19 범유행
- 나라별 코로나19 범유행